# M79 (lance-grenades)
Pour les articles homonymes, voir M79.

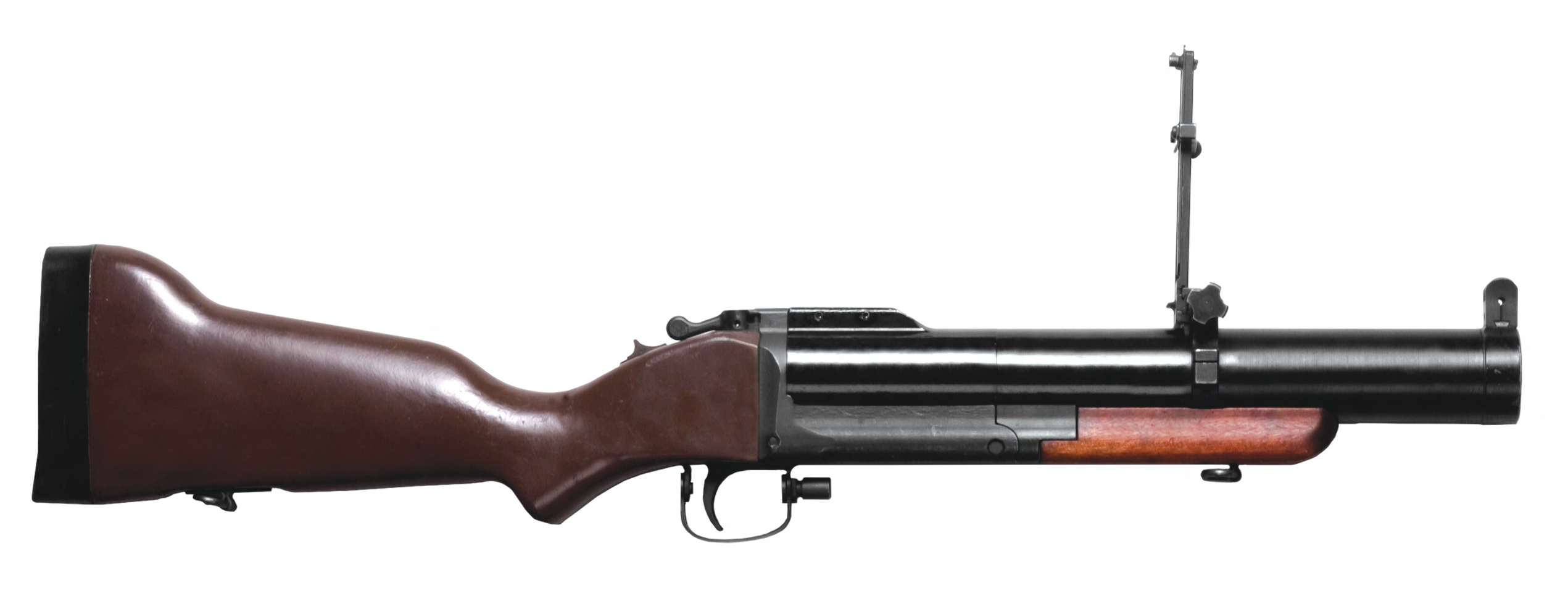
Lance-grenades M79, alias Thumper

Le M79 est un lance-grenades de 40 mm utilisé par l'US Army à partir de 1961. Il a été créé pour permettre d'augmenter la puissance de feu de l'infanterie, en lui procurant une arme plus précise et ayant une meilleure portée qu'une grenade à fusil, tout en restant beaucoup moins encombrante qu'un mortier.
Les soldats américains l'ont surnommé, entre autres, « Thumper » ou « Blooper » en raison du bruit particulier émis lors du tir. Son principal défaut était que, de par sa taille, le soldat le transportant ne disposait souvent que d'un pistolet pour se défendre. Ceci mena au remplacement du M79 par le M203, fixable sous un fusil d'assaut.

## Données techniques
- Calibre : 40mm
- Munition  : Grenades de 40 x 46 mm OTAN
- Longueur totale : 737 mm
- Masse du lance-grenade vide : 2,72 kg
- Portée effective : ± 150 m (tir direct), ± 350 m (tir indirect)

## Pays utilisateurs et carrière militaire
| - Arabie saoudite - Australie - Birmanie - Brésil : Utilisé par Forces armées brésiliennes. - Cambodge - Colombie - Corée du Sud : Fabriqué sous licence par Daewoo en tant que KM79. - Costa Rica - République dominicaine - Espagne - Érythrée - États-Unis - Éthiopie - Fidji - Grèce - Guatemala - Haïti - Honduras - Indonésie - Iran - Irlande | - Israël - Jamaïque : Jamaica Defence Force - Jordanie - Kenya - Liban - Malaisie - Nicaragua - Oman - Paraguay - Philippines - Portugal - Saint-Vincent-et-les-Grenadines - Salvador - Somalie - Tchad - Taïwan - Thaïlande - Turquie - Vietnam : Fabriqué par Usine Z125 en tant que M79-VN - Yemen |

Ainsi le M79 a été utilisé lors des 	Guerre du  Vietnam, Première et Seconde Guerre civile cambodgienne (1978-1999), Guerre des Falklands et la  Guerre d'Iraq.

## Culture populaire

### Films
- Apocalypse Now
- Francis Ford Coppola
- Terminator 2

### Jeux vidéo
- PlayerUnknown's Battlegrounds
- La série Resident Evil
- Surviv.io
- Call of Duty: Black Ops Cold War
- Call of Duty: Modern Warfare 2
- Rising Storm 2: Vietnam
- La série Syphon Filter
- combat reloaded 2
- La série Farcry
- La série Fallout